# Schottenhof (Wienerwald)

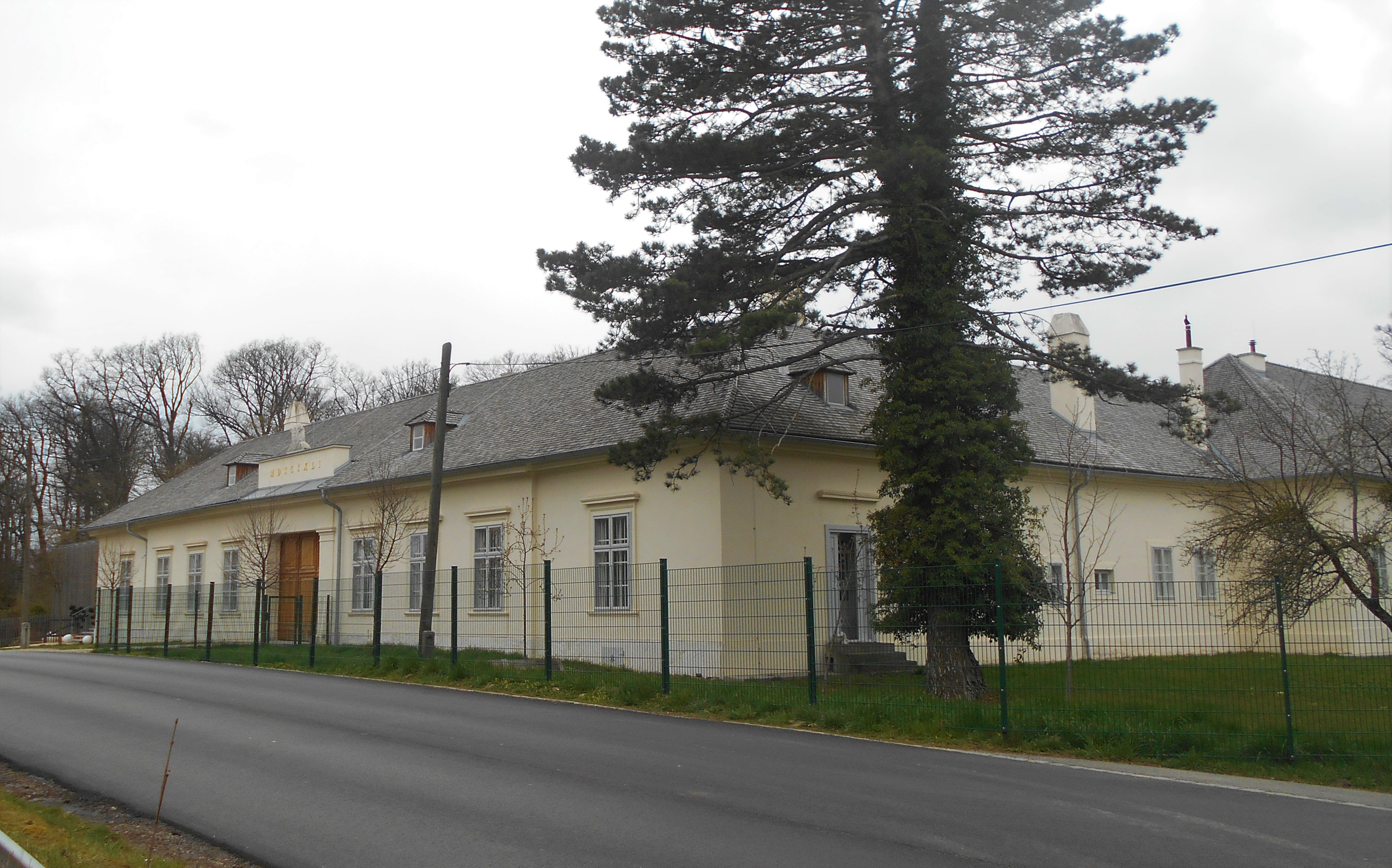
Der Schottenhof (2020)

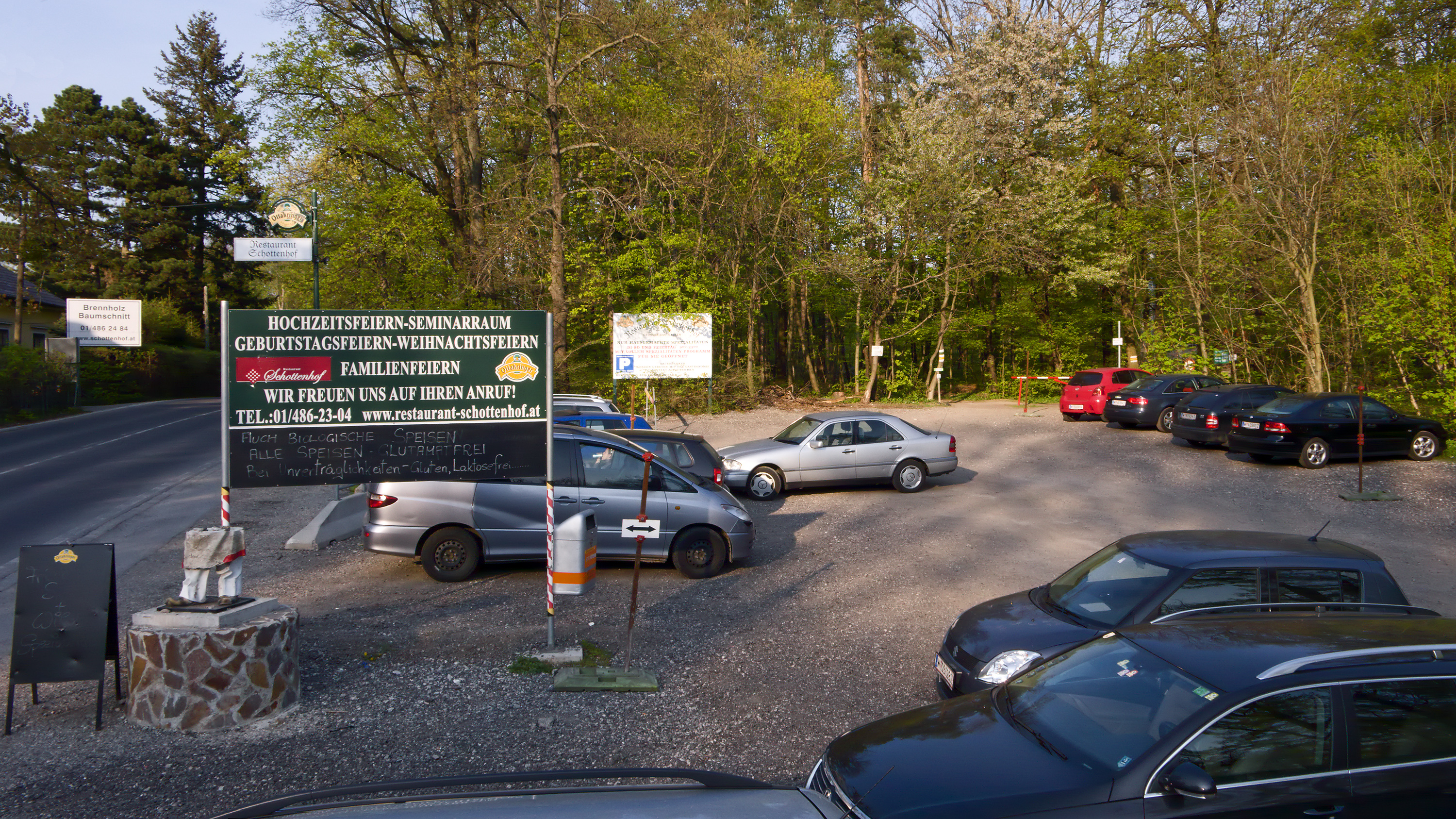
Der Parkplatz als Ausgangspunkt für Wienerwald-Wanderungen

Der Schottenhof (eigentlich: Sigmundshof) ist ein Ausflugsziel im Wienerwald am gebirgigen Westrand von Wien. Er liegt an einer Kuppe der Amundsenstraße zwischen 14. und 17. Stadtbezirk (die weiter nördlich in die Höhenstraße mündet) nahe der Grenze zu Niederösterreich auf 382 m ü. A. und hat seinen Namen vom Wiener Schottenstift, dem Eigentümer des Hofs.
Der Hof wurde 1840 im Auftrag des Abtes Sigismund Schultes als Wohnhaus für den Waldhüter des Schottenwalds, des klösterlichen Forstreviers zwischen Hütteldorf und Dornbach, gebaut. Zunächst wurde er Taferlhof, später nach seinem Erbauer Sigmundshof genannt; im Volksmund hat sich aber die Bezeichnung Schottenhof durchgesetzt.
An der Straße liegt ein Restaurant und dahinter ein großer Reitstall, der sich auf Kinderkurse und tiergestützte Pädagogik für Behinderte spezialisiert hat. Außerdem beherbergt der Gebäudekomplex immer noch die Forstverwaltung des Schottenstifts.
Das Gebäude wurde zuletzt 2014/15 umfassend renoviert und durch einen modernen Zubau erweitert. Seit Juni 2015 wird das Lokal im Gebäude unter dem Namen „Chalet Moeller“" betrieben.
Vom Parkplatz vor dem Restaurant bzw. der Bushaltestelle der Linie 43B führen zahlreiche Stadtwanderwege zu den umliegenden Bergen, wie dem Heuberg (464 m) und der Jubiläumswarte (480 m) im Osten (gegen Wien hin) beziehungsweise nach Norden und Westen zum Dahaberg (507 m), zum Hotel Sophienalpe (477 m) und zum Exelberg (517 m).